# Oakdale (Minnesota)
Oakdale is een plaats (city) in de Amerikaanse staat Minnesota, en valt bestuurlijk gezien onder Washington County. De stad ligt op vier kilometer van Saint Paul, in het oosten van het grootstedelijk gebied van Minneapolis-St. Paul.

## Demografie
Bij de volkstelling in 2000 werd het aantal inwoners vastgesteld op 26.653.
In 2006 is het aantal inwoners door het United States Census Bureau geschat op 27.206, een stijging van 553 (2,1%).

## Geografie
Volgens het United States Census Bureau beslaat de plaats een oppervlakte van 29,2 km², waarvan 28,7 km² land en 0,5 km² water. Oakdale ligt op ongeveer 144 meter boven zeeniveau.

## Plaatsen in de nabije omgeving
De onderstaande figuur toont nabijgelegen plaatsen in een straal van 8 km rond Oakdale.